# Œuvre des Chantiers du Cardinal

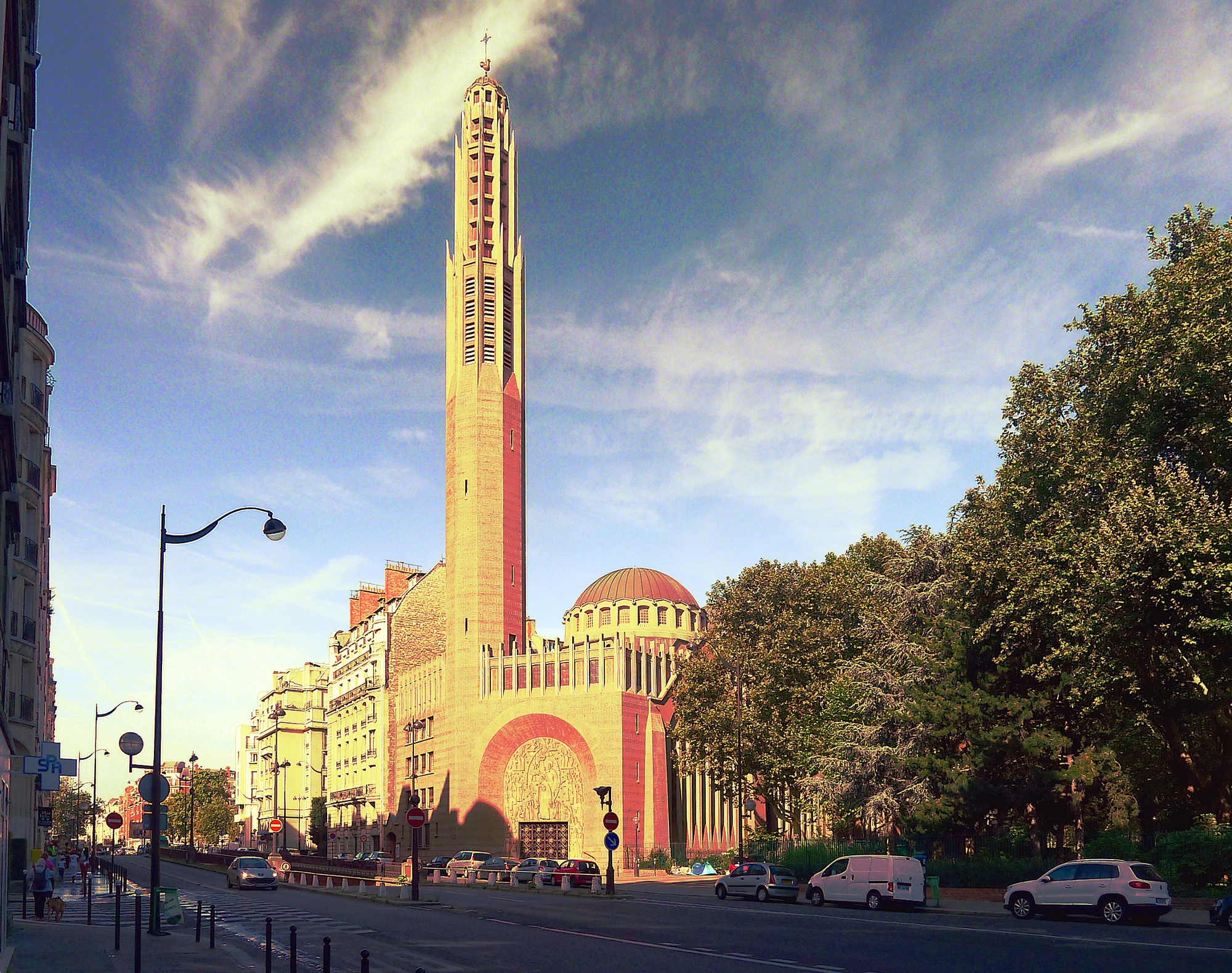
Kostel sv. Otýlie postavený v letech 1935-1946 v 17. obvodu

Œuvre des Chantiers du Cardinal (doslovně česky Kardinálova stavební díla) je asociace, kterou v roce 1931 založil v Paříži arcibiskup a kardinál Jean Verdier na podporu výstavby a údržbu katolických kostelů v Paříži a přilehlé oblasti.

## Historie
V roce 1925 jezuita Pierre Lhande publikoval v časopise Études sérii reportáží z pařížských předměstí a především z prostředí tzv. Zóny, kde chudé obyvatelstvo žilo ve změti chatrčí a baráků.
Páter Lhande upozornil na problém nedostatečné duchovní péče v přelidněných okrajových oblastech Paříže.
Pod jeho vedením a ve spolupráci s dalšími duchovními pak na pařížských předměstích v letech 1925-1930 vzniklo na 52 kaplí a kostelů, 90 farností, 40 zdravotních středisek, 12 škol, 8 školek a 14 jeslí.
Jean Verdier, představený kněží u kostela Saint-Sulpice, který byl v roce 1929 jmenován kardinálem a pařížským arcibiskupem, si uvědomoval značné úsilí potřebné zejména pro stavbu nových kaplí a kostelů, kterých byl vzhledem k narůstajícímu počtu obyvatel města nedostatek. Proto v roce 1931 založil asociaci Œuvre des Chapelles de Secours. Kanovník Touze byl jmenován generálním vikářem a ředitelem. Asociace změnila svůj název na Œuvre des nouvelles paroisses de la région parisienne (Dílo nových farností v pařížském regionu) a později byla přejmenována na současný název na počest jejího zakladatele.